# Vilfred Friborg Hansen
Vilfred Friborg Hansen (født 24. september 1942 i Kjellerup) er en tidligere dansk politiker, der var borgmester i Rønde Kommune i to perioder og den første borgmester i Syddjurs Kommune. Han var valgt for Socialdemokraterne.

## Karriere
Friborg Hansen blev født på Kjellerup Sygehus, og voksede op i landsbyen Knudstrup, tæt ved Thorning.
I 1963 blev han student fra Vestjysk Gymnasium i Tarm, og i 1970 blev han Cand.mag. i historie og engelsk fra Aarhus Universitet. Året efter Friborg Hansen afsluttede sine studier i Aarhus, blev han ansat som adjunkt ved Grenaa Gymnasium. I 1979 fik han en stilling som studielektor på gymnasiet.
Ved siden af jobbet i Grenaa, var Vilfred Friborg Hansen formand for AOF i Rønde Kommune fra 1978 til 1982.

## Politik
Vilfred Friborg Hansen blev ved kommunalvalget i 1981 for første gang valgt til kommunalbestyrelsen i Rønde Kommune for Socialdemokratiet. Han sad kun én valgperiode og forlod byrådet 31. december 1985. I årene 1987-1990 var han formand for den socialdemokratiske vælgerforening i kommunen.
Ved kommunalvalget i 1989 stillede Friborg Hansen igen op til byrådet, men denne gang som sit partis borgmesterkandidat. Friborg Hansen og partiet fik nok mandater til at overtage borgmesterposten, og 1. januar 1990 afløste han Peter L. Knudsen fra Venstre på posten. Ved næste valg i 1993 fik Vilfred Friborg Hansen ikke nok mandater til at fortsætte som borgmester, og han måtte overlade posten til Jørgen Kjeldsen (V) den 31. december 1993. Friborg Hansen blev ved konstitueringen valgt til viceborgmester for kommunen.
Det blev kun til én valgperiode som viceborgmester i Rønde Kommune for Vilfred Friborg Hansen, da han efter en valgsejr i 1997 igen kunne kalde sig borgmester. 1. januar 1998 fik han igen overrakt borgmesterkæden. Friborg Hansen vandt de efterfølgende valg, og sad som borgmester ved Rønde Kommunens nedlæggelse ved udgangen af 2006, i forbindelse med kommunalreformen.
Friborg Hansen blev den nye Syddjurs Kommunes første borgmester. Her sad han fra 1. januar 2007 indtil han frivilligt valgte at forlade lokalpolitik ved Kommunalvalget 2009. Friborg Hansen nåede at være borgmester i sammenlagt 15 år.

## Udgivelser
Friborg Hansen har det meste af sit liv haft en interesse for lokalhistorie. Dette har lagt grund for flere lokalhistoriske værker. Senest i december 2011 hvor han udgav en bog om Grenaas tidligere borgmester og bykonge Aksel H. Hansen.
- Den kolde krigs oprindelse, problemer og synspunkter (1980), (sammen med Harald Berentzen)
- Afghanistan-krisen, baggrund og perspektiver (1980), (sammen med Harald Berentzen)
- Finland mellem Øst og Vest (1980)
- Fire finske knuder, forholdet mellem Finland og Rusland/Sovjetunionen efter 1917 (1982)
- Folk og Liv på Røndeegnen, bind 1-12, (1979-1996) (diverse medforfattere)
- Thorsager Brugsforening 100 år (2004)
- Molslandet, højdepunkter og seværdigheder (2005)
- Rønde Kommune 25 år
- Rønde By 150 år (2005)
- Kejlstrups historie (1998)
- Følles historie (2004)
- Byvandring i Thorsager (2004)
- Bjødstrups historie (2007)
- Aksel H. Hansen og Grenaa 1946-1976 (2011)

## Privat
Vilfred Friborg Hansen blev i 1971 gift med Aila Öhman fra byen Pieksämäki i Finland. De flyttede samme år til Ugelbølle, inden de i 1976 flyttede til Rønde, hvor de stadigvæk er bosat.